# Benton (New Hampshire)
Benton è un comune degli Stati Uniti d'America facente parte della contea di Grafton nello stato del New Hampshire.